# Mariusz Dutkiewicz
Mariusz Dutkiewicz (ur. 4 września 1975 we Wrocławiu) – polski siatkarz występujący na pozycji rozgrywającego. Obecnie zawodnik Gwardii Wrocław.
Rozpoczynał od gry w mini-siatkówkę w Szkole Podstawowej nr 50 we Wrocławiu, która była filią miejscowego klubu siatkarskiego, Gwardia. Po osiągnięciu wieku juniora młodszego przeszedł do Gwardii, przechodząc w tym klubie poprzez poszczególne grupy wiekowe. W seniorach rozpoczynał od gry w trzeciej lidze. Następnie awansował do wyższych klas rozgrywkowych, aż wreszcie w sezonie 2004/05 dotarł do Polskiej Ligi Siatkówki.

## Kariera trenerska
Od lata 2001 do końca sezonu 2002/2003 był asystentem trenera Macieja Jarosza w Gwardii. Student Akademii Wychowania Fizycznego we Wrocławiu na kierunku trenerskim.

## Kluby
| Klub            | Kraj   | od        | do  |
| Gwardia Wrocław | Polska | 1993–1994 | ... |

| Klub          | Kraj   | od        | do  |
| Burza Wrocław | Polska | 2009/2010 | ... |

## Sukcesy
- 2005 – awans do PLS

## Aktywność pozasportowa
W wyborach samorządowych w 2018 bez powodzenia kandydował do sejmiku województwa dolnośląskiego z listy KWW Z Dutkiewiczem dla Dolnego Śląska.